# Nieuwe Philharmonie Utrecht
De Nieuwe Philharmonie Utrecht (NPU) is een Nederlands symfonieorkest uit Utrecht.
Het orkest werd in 2009 opgericht door Bart van Meijl, violist-dirigent Johannes Leertouwer werd gevraagd als artistiek leider. Het is het eerste regionale symfonieorkest sinds de opheffing van het Utrechts Symfonie Orkest in 1985.